# Challenger de Canberra 2023
El torneo Canberra Tennis International 2023 fue un torneo de tenis perteneció al ATP Challenger Tour 2023 en la categoría Challenger 100. Se trató de la 5ª edición; el torneo tuvo lugar en la ciudad de Canberra (Australia), desde el 2 hasta el 8 de enero de 2023 sobre pista dura al aire libre.

## Jugadores participantes del cuadro de individuales
| Favorito | País                  | Jugador           | Rank1 | Posición en el torneo |
| -------- | --------------------- | ----------------- | ----- | --------------------- |
| 1        | Bandera de Hungría    | Márton Fucsovics  | 87    | CAMPEÓN               |
| 2        | Bandera de Ecuador    | Emilio Gómez      | 104   | Primera ronda         |
| 3        | Bandera de Francia    | Hugo Gaston       | 108   | Segunda ronda         |
| 4        | Bandera de Eslovaquia | Norbert Gombos    | 114   | Cuartos de final      |
| 5        | Bandera vacío         | Pavel Kotov       | 117   | Primera ronda         |
| 6        | Bandera de Italia     | Francesco Passaro | 119   | Primera ronda         |
| 7        | Bandera de Austria    | Jurij Rodionov    | 122   | Segunda ronda         |
| 8        | Bandera de Argentina  | Federico Delbonis | 125   | Primera ronda         |

- 1 Se ha tomado en cuenta el ranking del 26 de diciembre de 2023.

### Otros participantes
Los siguientes jugadores recibieron una invitación (wild card), por lo tanto ingresan directamente al cuadro principal (WC):
- James McCabe
- Marc Polmans
- Dane Sweeny

Los siguientes jugadores ingresan al cuadro principal tras disputar el cuadro clasificatorio (Q):
- Liam Broady
- Enzo Couacaud
- Mitchell Krueger
- Francesco Maestrelli
- Alexandre Müller
- Emilio Nava

## Campeones

### Individual Masculino
- Márton Fucsovics derrotó en la final a  Leandro Riedi, 7–5, 6–4

### Dobles Masculino
- André Göransson /  Ben McLachlan derrotaron en la final a  Andrew Harris /  John-Patrick Smith, 6–3, 5–7, [10–5]